# Алолактоза
Алолактоза (α-D-галактозил-β-1,6-D-глюкоза) — дисахарид, що утворюється з лактози(α-D-галактозил-β-1,4-D-глюкоза). Алолактоза є індутором lac-оперона: зв'язування алолактози з репресором індукує втрату його спорідненості до оператора.